# Isla Pequeña Brăila
Isla Pequeña Brăila (en rumano: Insula Mică a Brăilei) es una isla en el río Danubio, en Braila, Rumania. La isla tiene 9.559 hectáreas, de las cuales 6.566 hectáreas son bosques. Un punto de referencia situado en el sur de la isla es el chalet de Egreta, construido entre 1987 y 1990 con el fin de servir como destino de caza de Ceausescu, el expresidente comunista de Rumanía.